# Generalresident
Generalresident bezeichnet im Kontext des Kolonialismus ein Amt an der Spitze des von der Kolonialmacht eingesetzten Beraterstabs in einem Protektorat. Auf subnationaler Ebene bestanden in der Regel weitere Residenturen.

## Frankreich
Frankreich unterhielt seit dem Ende des 19. Jahrhunderts Generalresidenten in seinen afrikanischen und asiatischen Protektoraten. Letztere Ämter (hier auch als Résident supérieur bezeichnet) wurden auch fortgeführt, nachdem mehrere Protektorate zur Kolonie Französisch-Indochina unter einem Generalgouverneur zusammengefasst wurden.

## Großbritannien
Großbritannien unterhielt zwischen 1896 und 1911 insgesamt vier Generalresidenten für seine Protektoratsgebiete auf der Malaiischen Halbinsel. Sitz des Generalresidenten war Singapur.

## Japan
Das Japanische Kaiserreich führte 1905 das Amt des Generalresidenten in Korea (Chōsen) ein, das bis 1910 drei Amtsträger innehatten:
- Itō Hirobumi
- Sone Arasuke
- Terauchi Masatake

Terauchi wurde nach der Annexion Koreas 1910 erster Generalgouverneur Koreas.

## Belgien
In Ruanda-Urundi unterhielt Belgien nach der Entlassung Belgisch-Kongos in die Unabhängigkeit 1960 noch bis 1962 einen Generalresidenten. Einziger Amtsträger war Jean-Paul Harroy, der zuvor Generalgouverneur von Belgisch-Kongo gewesen war.